# Àngela Maria de la Concepció
Àngela Maria de la Concepció   (Cantalapiedra, 1 de març de 1649 - El Toboso, 19 d'abril de 1690) fou una monja trinitària, reformadora, escriptora mística i fundadora del Monestir de les Trinitàries de El Toboso i de les Trinitàries Recol·lectes.

## Biografia
Nascuda en una família molt cristiana, era la menor de deu germans. De jove mostra la seva intenció de seguir la vida religiosa i a vint anys pren l'hàbit de les carmelites descalces al convent de San José de Valladolid, però aviat deixa el convent per ingressar en 1670, de manera ja definitiva, en el convent de l'Orde de la Santíssima Trinitat de Medina del Campo. Hi visqué lliurada a la contemplació i la pregària, i tingué episodis místics de revelacions, èxtasis i visions, que descrigué en alguns escrits de caràcter místic.

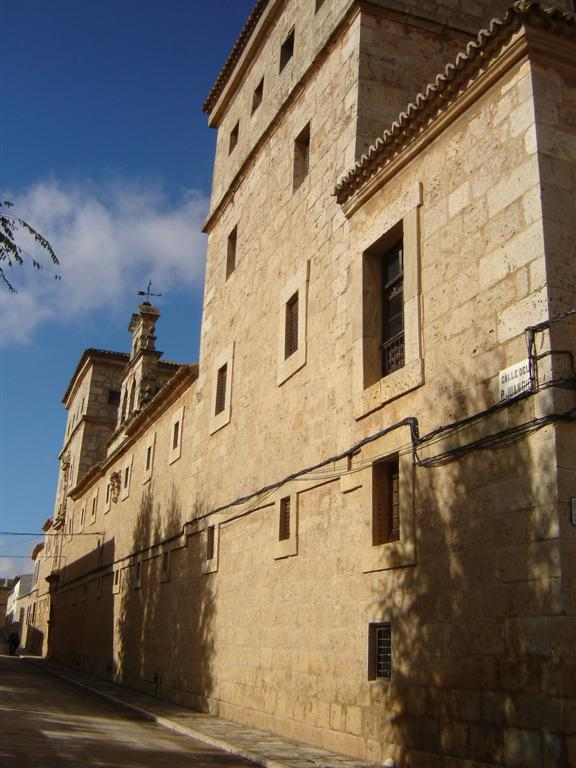
Convent d'El Toboso, primera fundació reformada i lloc d'enterrament de la venerable.

A partir de 1680, desitjosa de major perfecció i santedat a la vida del monestir, va començar a treballar per reformar l'orde, proposant de fundar un convent on la regla original trinitària s'apliqués amb més rigor i observança, en la línia que havia seguit en els convents masculins de l'orde el reformador Joan Baptista de la Concepció. Inicia la reforma i intenta aplicar-la, successivament i sense èxit, en els convents que funda a Cantalapiedra, Medina del Campo i Rioseco. Finalment, plantejar de fundar un convent a El Toboso (Toledo) en 1678: al poble hi ha una construcció a mig acabar que no tenia destinació prevista, i Àngela i el trinitari Antonio Olivera demanen permís per a instal·lar-s'hi. En 1680 l'edifici és acabat i la comunitat trinitària s'hi allotja al nou monestir de la Inmaculada y San José, amb Angela Maria com a priora i fundadora. Implanta al convent, aquest cop amb èxit, la disciplina reformada, donant origen a la recol·lecció trinitària femenina i les Trinitàries Recol·lectes, que es convertirà en la tercera branca de les Trinitàries Contemplatives. Les primeres trintàries recol·lectes van professar els seus vots el 1681, tres anys abans que el Papa Inocenci XI aprovés les constitucions de la congregació.
Els principis de la reforma i de la vida conventual tal com la concep foren expressats al seu llibre Riego espiritual para nuevas plantas (1686). A més, escrigué una Autobiografía, més aviat un diari íntim, on explica les seves experiències místiques. En juny de 1689 contreu una malaltia de la que no es recupera, i mor el 13 d'abril següent.

## Veneració
En començar el segle xviii, començà el procés de beatificació; actualment, ha estat proclamada serventa de Déu el 1912. La trinitària té molta devoció a El Toboso.